# Bugsnax
Bugsnax est un jeu vidéo d'aventure développé par le studio Young Horses (en), sorti en novembre 2020 sur Windows, PlayStation 4 et PlayStation 5,.

## Synopsis
Dans Bugsnax, le joueur incarne un jeune journaliste en quête du scoop. C'est alors qu'il reçoit une vidéo d'une exploratrice à la réputation douteuse, et se retrouve sur le chemin de cette île. Et ça commence déjà très mal, car elle se fait percuter par une créature inconnue. Finalement, elle se retrouve bien sur cette île, mais bloquée, sans aucun moyen de repartir, et doit retrouver la journaliste qui a disparu. [réf. nécessaire].